# Nagara (géographie)
 (mars 2018).
Pour les articles homonymes, voir Nagara.
Nagara (Turc : Nağara ou Nara) est un cap de la Turquie sur la rive asiatique du détroit des Dardanelles, face à l'antique Sestos.
C'est le site de la cité antique d'Abydos. 
Afin de protéger le détroit des incursions anglaises, Sélim III y construisit un château en 1807, qui fut achevé sous Mahmoud II.